# Impossiball

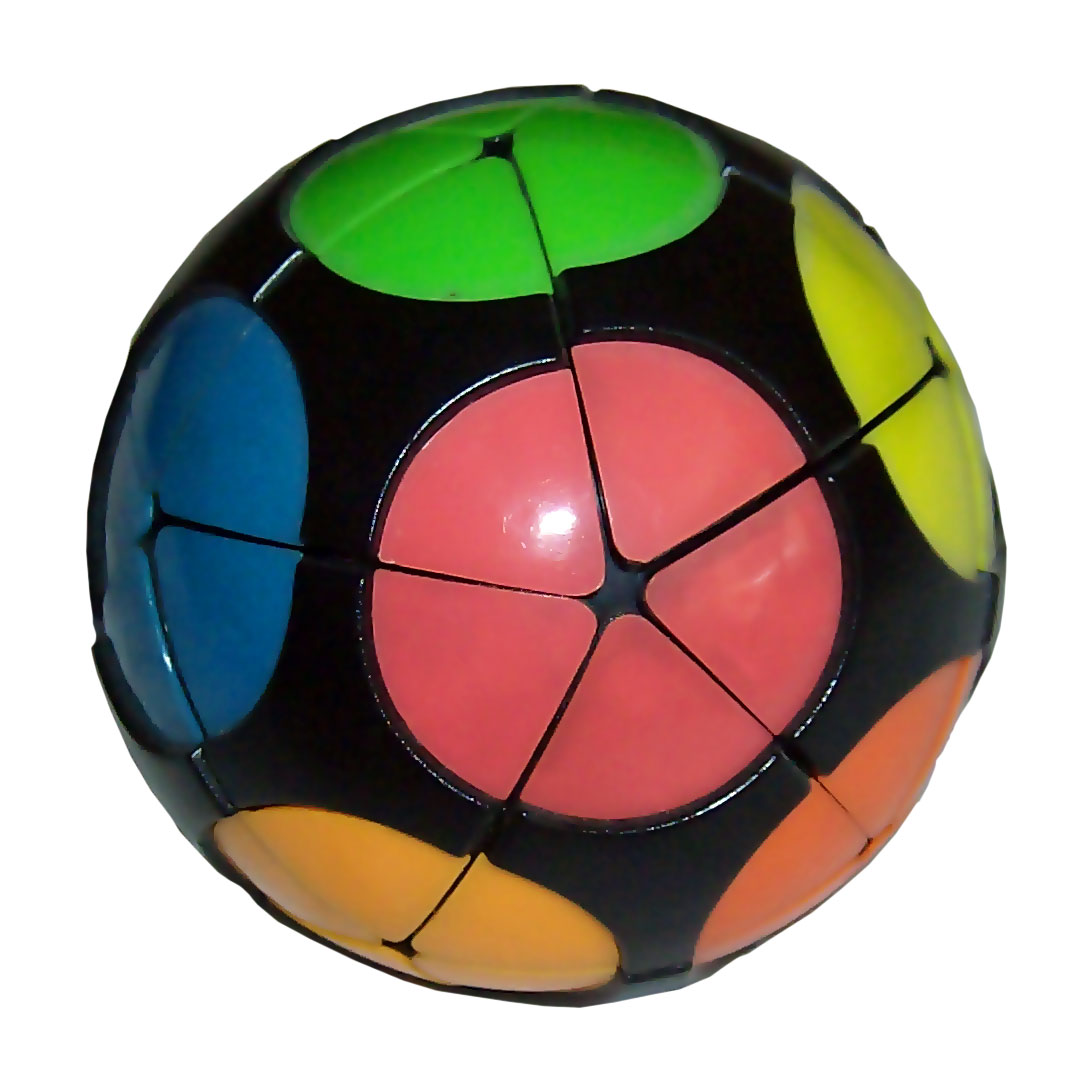
La Impossiball risolta.

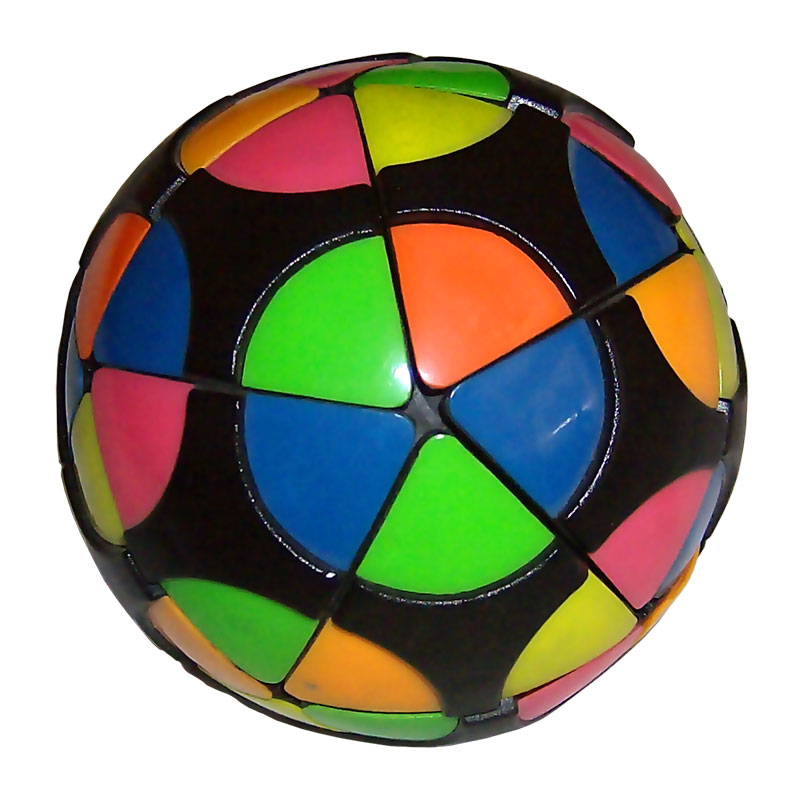
La Impossiball non risolta.

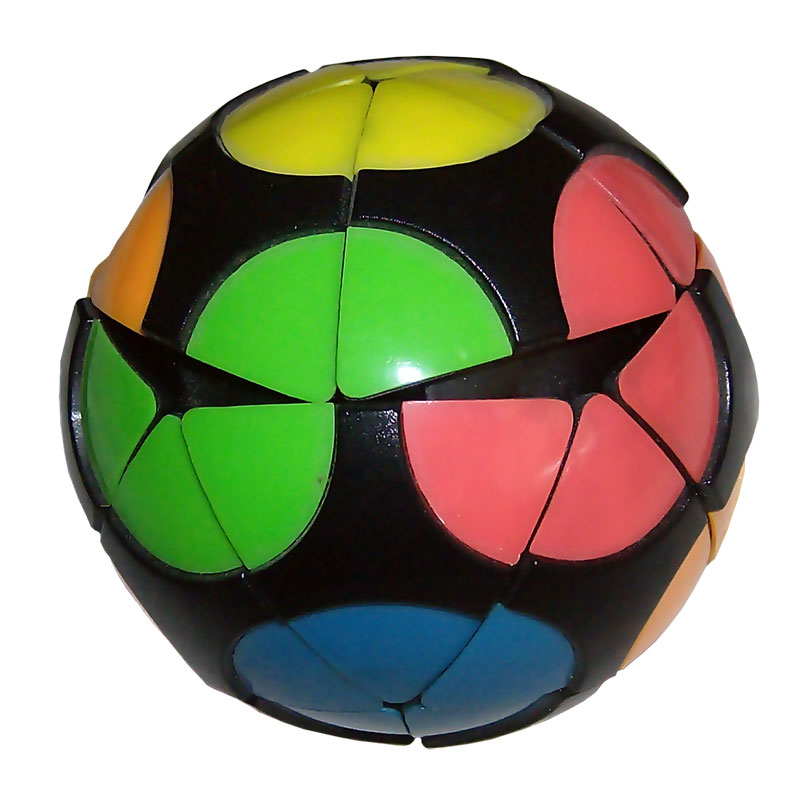
Impossiball durante il giro di una faccia.

La Impossiball (dall'inglese impossible, impossibile e ball, palla) è un twisty puzzle icosaedrico reso sferico simile al Cubo di Rubik e al Megaminx e strutturalmente uguale al Kilominx.

## Storia
La Impossiball è stata brevettata da William O. Gustafson nel 1981 con il nome di Icosaedro Manipolabile. Successivamente Uwe Mèffert ne comprò i diritti e tutt'oggi viene venduta dalla Meffert's con il nome di Impossiball.

## Descrizione
Il puzzle è di forma icosaedriche, ma le 20 facce sono state rotondeggiate per ottenere una forma sferica. Giacché l'icosaedro è il poliedro duale del dodecaedro, i 20 tasselli della sfera possono essere considerati vertici di un dodecaedro. Ogni rotazione coinvolge 5 tasselli della sfera, e questo la rende strutturalmente uguale al Kilominx. I colori presenti sulla superficie della sfera, oltre al nero, possono essere 6 o 12 a seconda della versione. La risoluzione veloce di questo puzzle non è riconosciuta come disciplina ufficiale dalla WCA.

## Permutazioni
La Impossiball può assumere 23.563.902.142.421.896.679.424.000 posizioni, ovvero circa {\displaystyle 2,36\cdot 10^{25}}.